# Pablo Marí
Pablo Marí Villar (phát âm tiếng Tây Ban Nha: [ˈpaβlo maˈɾi biˈʎaɾ]; sinh ngày 31 tháng 8 năm 1993) là một cầu thủ bóng đá người Tây Ban Nha chơi ở vị trí trung vệ cho câu lạc bộ ACF Fiorentina tại Serie A.

## Sự nghiệp câu lạc bộ

### Mallorca
Sinh ra tại Almussafes, cộng đồng người Valencia, Marí là một sản phẩm của lò đào tạo trẻ câu lạc bộ RCD Mallorca. Anh có trận ra mắt chuyên nghiệp với đội dự bị năm 17 tuổi, tiếp đó dành một vài mùa thi đấu tại giải hạng ba.
Marí có trận ra mắt đầu tiên với đội một vào ngày 7 tháng 12 năm 2011, chơi 30 phút trong trận hòa 2–2 với Granada CF sau khi vào sân từ ghế dự bị vào thay cầu thủ trẻ đồng hương Pedro Bigas. Ngày 5 tháng 5 năm 2012 anh thi đấu trận thứ hai tại La Liga, một lần nữa vào sân thay người trong chiến thắng 1–0 trên sân nhà trước Levante UD.

### Gimnàstic
Ngày 2 tháng 9 năm 2013, Marí ký một hợp đồng với Gimnàstic de Tarragona - đội bóng cũng ở giải hạng ba. Anh có trận ra mắt cho đội bóng xứ Catalunya vào ngày 12 tháng 10 năm, khi khởi đầu và gây ra một quả phạt đền trong trận hòa 2–2 tại CD Olímpic de Xàtiva.
Marí ghi pha lập công đầu tiên cho Nàstic vào ngày 1 tháng 12 năm 2013, đội bóng giành chiến 2–1 trên sân nhà trước Levante UD B. Ngày 25 tháng 6 năm 2015, sau thăng hạng lên Segunda División, anh ký một thỏa thuận 3 năm với câu lạc bộ.
Marí có pha lập công chuyên nghiệp đầu tiên vào ngày 30 tháng 8 năm 2015, ra sân từ đầu trong trận thua 2–1 chuyến làm khách của CD Tenerife.

### Manchester City
Ngày 15 tháng 8 năm 2016, Marí chuyển tới đầu quân cho đội bóng Ngoại hạng Anh Manchester City. Sau đó một ngày, anh được Girona FC hỏi mượn trong một mùa bóng-thỏa thuận dài hạn.
Ở hai chiến dịch kế tiếp trong màu áo của City, Marí thi đấu với NAC Breda (Eredivisie của Hà Lan, nơi anh đeo tấm băng đội trưởng) và Deportivo de La Coruña (hạng hai Tây Ban Nha).

### Flamengo
Ngày 11 tháng 7 năm 2019, Marí ký kết với Clube de Regatas do Flamengo trong một hợp đồng đến 2022, với mức phí khoảng 1,3 triệu € (tương đương 5,5 triệu R$). Anh trở thành cầu thủ người Tây Ban Nha thi đấu trong màu áo câu lạc bộ Brazil, sau thủ môn Talladas cuối thập niên 30 và tiền đạo José Ufarte trong thập niên 60. Anh có trận ra mắt khi vào sân từ đầu vào ngày 28 tháng 7 trong một trận đấu thuộc khuôn khổ Série A trước Botafogo de Futebol e Regatas tại Sân vận động Maracanã, chiến thắng 3–2; anh nhanh chiếm suất đá chính ở đội một, khi huấn luyện viên Jorge Jesus ghép cặp anh đá với Rodrigo Caio.
Marí ghi bàn thắng đầu tiên cho Mengão vào ngày 25 tháng 8 năm 2019, với một cú vô lê trong vòng cấm địa ở trận thắng sân khách 3–0 trước Ceará Sporting Club. Trận thứ hai của anh tại giải đấu diễn ra vào ngày 7 tháng 9, lần này với cú đánh đầu cháy lưới Avaí FC trong trận thắng 3–0 trên sân nhà tại Estádio Nacional Mané Garrincha. Tháng 11, anh trở thành cầu thủ người Tây Ban Nha đầu tiên giành chức vô địch Copa Libertadores, danh hiệu lớn của câu lạc bộ Nam Mỹ.
Ngày 29 tháng 1 năm 2020, Marí đầu quân cho đội bóng ở Ngoại hạng Anh Arsenal dưới dạng cho mượn đến hết mùa, kèm theo điều khoản cho phép Arsenal mua đứt vào mùa hè. Giám đốc kĩ thuật của Arsenal là Edu cho biết: "Pablo Mari là một cầu thủ giàu kinh nghiệm, cậu ấy sẽ là sự bổ sung chất lượng cho Arsenal. Chúng tôi đã theo dõi sự phát triển của cậu ấy trong một thời gian dài, Arsenal rất vui khi đạt được thỏa thuận với Flamengo; cậu ấy sẽ chơi bóng tại Emirates theo dạng cho mượn đến hết mùa."

## Thống kê sự nghiệp
Tính đến số trận kể từ 21 tháng 12 năm 2019.
| Câu lạc bộ           | Mùa bóng            | Vô địch quốc gia    | Vô địch quốc gia | Vô địch quốc gia | Cúp quốc gia | Cúp quốc gia | Liên lục địa | Liên lục địa | Khác | Khác | Tổng cộng | Tổng cộng |
| Câu lạc bộ           | Mùa bóng            | Hạng đấu            | Trận             | Bàn              | Trận         | Bàn          | Trận         | Bàn          | Trận | Bàn  | Trận      | Bàn       |
| -------------------- | ------------------- | ------------------- | ---------------- | ---------------- | ------------ | ------------ | ------------ | ------------ | ---- | ---- | --------- | --------- |
| Mallorca B           | 2010–11             | Segunda División B  | 19               | 1                | —            | —            | —            | —            | —    | —    | 19        | 1         |
| Mallorca B           | 2011–12             | Segunda División B  | 22               | 1                | —            | —            | —            | —            | —    | —    | 22        | 1         |
| Mallorca B           | 2012–13             | Segunda División B  | 28               | 1                | —            | —            | —            | —            | —    | —    | 28        | 1         |
| Mallorca B           | Tổng                | Tổng                | 69               | 3                | —            | —            | —            | —            | —    | —    | 69        | 3         |
| Mallorca             | 2011–12             | La Liga             | 2                | 0                | 0            | 0            | —            | —            | —    | —    | 2         | 0         |
| Gimnàstic            | 2013–14             | Segunda División B  | 29               | 2                | 3            | 0            | —            | —            | —    | —    | 32        | 2         |
| Gimnàstic            | 2014–15             | Segunda División B  | 37               | 3                | 2            | 0            | —            | —            | —    | —    | 39        | 3         |
| Gimnàstic            | 2015–16             | Segunda División    | 25               | 1                | 0            | 0            | —            | —            | —    | —    | 25        | 1         |
| Gimnàstic            | Tổng                | Tổng                | 91               | 6                | 5            | 0            | —            | —            | —    | —    | 96        | 6         |
| Manchester City      | 2016–17             | Premier League      | 0                | 0                | 0            | 0            | 0            | 0            | 0    | 0    | 0         | 0         |
| Girona (cho mượn)    | 2016–17             | Segunda División    | 8                | 0                | 1            | 0            | —            | —            | —    | —    | 9         | 0         |
| NAC (cho mượn)       | 2017–18             | Eredivisie          | 20               | 1                | 1            | 0            | —            | —            | —    | —    | 21        | 1         |
| Deportivo (cho mượn) | 2018–19             | Segunda División    | 38               | 2                | 0            | 0            | —            | —            | —    | —    | 38        | 2         |
| Flamengo             | 2019                | Série A             | 22               | 2                | —            | —            | 6            | 1            | 2    | 0    | 30        | 3         |
| Flamengo             | 2020                | Série A             | 0                | 0                | 0            | 0            | 0            | 0            | 0    | 0    | 0         | 0         |
| Arsenal (cho mượn)   | 2019-20             | Premier League      | 0                | 0                | 0            | 0            | —            | —            | —    | —    | 0         | 0         |
| Tổng                 | Tổng                | 22                  | 2                | 0                | 0            | 6            | 1            | 2            | 0    | 30   | 3         |           |
| Tổng cộng sự nghiệp  | Tổng cộng sự nghiệp | Tổng cộng sự nghiệp | 250              | 14               | 7            | 0            | 6            | 1            | 2    | 0    | 265       | 15        |

Chú giải
1. ↑  Số trận chơi bóng tại Copa Libertadores.
2. ↑  Số trận chơi bóng tại FIFA Club World Cup.

## Danh hiệu
Flamengo
- Campeonato Brasileiro Série A: 2019[27]
- Copa Libertadores: 2019[28]

Cá nhân
- Đội hình tiêu biểu của năm tại Campeonato Brasileiro Série A: 2019[29]